# Gora Alagordy
El Gora Alagordy és una muntanya de 4.622 metres d'altitud i una prominència de 2.480 m, situada a les muntanyes de Tarbagatay-Jungarskiy al massís del Tian Shan. Es troba a la frontera internacional entre el Kazakhstan i la Xina.